# 邁克爾·赫斯
邁克爾·安東尼·赫斯（英語：Michael Anthony Hess；1952年7月5日—1995年8月15日）是一名愛爾蘭裔美國律師，曾於1980年代末至1990年代初擔任共和黨全國委員會首席法律顧問。
赫斯於愛爾蘭出生時名為安東尼·李（英語：Anthony Lee），其母為菲洛梅娜·李。赫斯在被密蘇里州聖路易斯的多克·赫斯及瑪吉·赫斯夫婦收養前，他都生活在一處女修道院内。作為當時部分愛爾蘭天主教會的強制收養計劃的一部分，其收養問題一直頗受爭議；相關故事後來出版為英國作家馬丁·思科史密斯的紀實文學《菲洛梅娜·李遺失的孩子》，並翻拍為電影《菲洛梅娜》。

## 個人生活
赫斯的生母菲洛梅娜·李與於郵局任職的生父「約翰」於當地一處嘉年華會認識並發生關係。菲洛梅娜之後以18歲之齡懷孕，她的父親在其懷孕後與其斷絕關係，並將她送到由耶穌及聖母聖心修女會營運、收留未婚先孕的母親與其嬰兒的肖恩羅斯修道院。出生後，當時名為「安東尼·李」的赫斯與菲洛梅娜一同在肖恩羅斯修道院生活直到其3歲。修道院的修女其後便按當時愛爾蘭的常見做法，將他賣給美國夫婦阿多·邁克爾·多克·赫斯（英語：Ardo Michael Doc Hess）及瑪喬麗·瑪吉·萊恩（英語：Marjorie Marge Lane）。迫於壓力下，菲洛梅娜簽署了放棄撫養權的收養文件，但其並不知道兒子被收養後的去向。
被收養的赫斯於美國中西部的天主教家庭長大。1974年，赫斯從聖母大學畢業，後來更取得喬治·華盛頓大學的法律博士學位。
赫斯曾三次前往愛爾蘭尋找他的生母，但一直未能從肖恩羅斯修道院的修女口中問得任何相關資訊。他在生前要求將他的骨灰埋葬在肖恩羅斯修道院内，以讓母親能夠找到他的墓碑。赫斯從未得知他的生母是誰。
赫斯於1995年8月15日死於愛滋病。陪伴赫斯走過人生最後15年的同性伴侶史蒂夫·達爾洛夫（英語：Steve Dahllof）指出，書籍《菲洛梅娜·李遺失的孩子》的準確度約為30%；電影《菲洛梅娜》的準確度則達到100%。

## 事業生涯
赫斯曾於羅納德·裡根及喬治·赫伯特·沃克·布什兩任總統期間擔任共和黨全國委員會的副首席法律顧問，後晉升至首席法律顧問。他是1980年代末至1990年代初選區重劃爭議中的重要人物，並因其正直及追求正義的態度受到贊賞。

## 爭議
愛爾蘭等地的部分天主教會組織於1950年代的強制收養計劃曾引起激烈爭論，而赫斯的經歷使相關事件進一步受到關注。強制收養計劃的大部分文件都已被銷毀，與收養相關的檔案記錄則被禁止查閲。

## 電影
電影《菲洛梅娜》於2013年上映，改編自《菲洛梅娜·李遺失的孩子》，講述了赫斯被收養及其生母後來尋子的故事。電影由斯蒂芬·弗里爾斯執導，茱蒂·丹契飾演其母菲洛梅娜·李，西恩·馬洪飾演邁克爾·赫斯本人，撰寫了《菲洛梅娜·李遺失的孩子》的記者馬丁·思科史密斯則由史提夫·庫根出演。

## 外部連結
- Find A Grave上的邁克爾·A·赫斯墓碑 （页面存档备份，存于）